# Maison de Scarron
La maison de Scarron est un monument situé dans la commune française du Mans dans le département de la Sarthe et la région Pays de la Loire.

## Localisation
La maison est située place Saint-Michel au Mans, à quelques mètres de la cathédrale.

## Historique

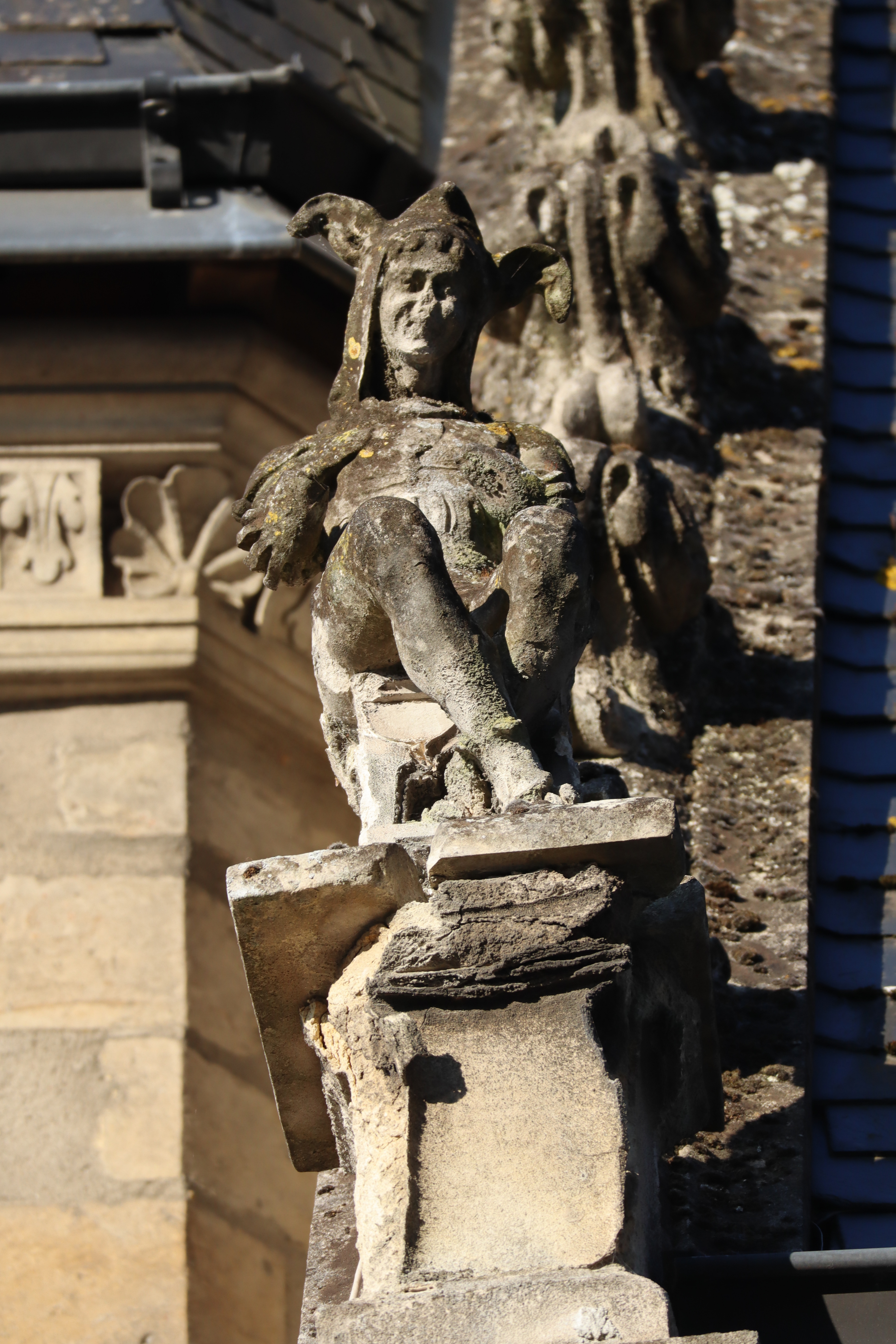
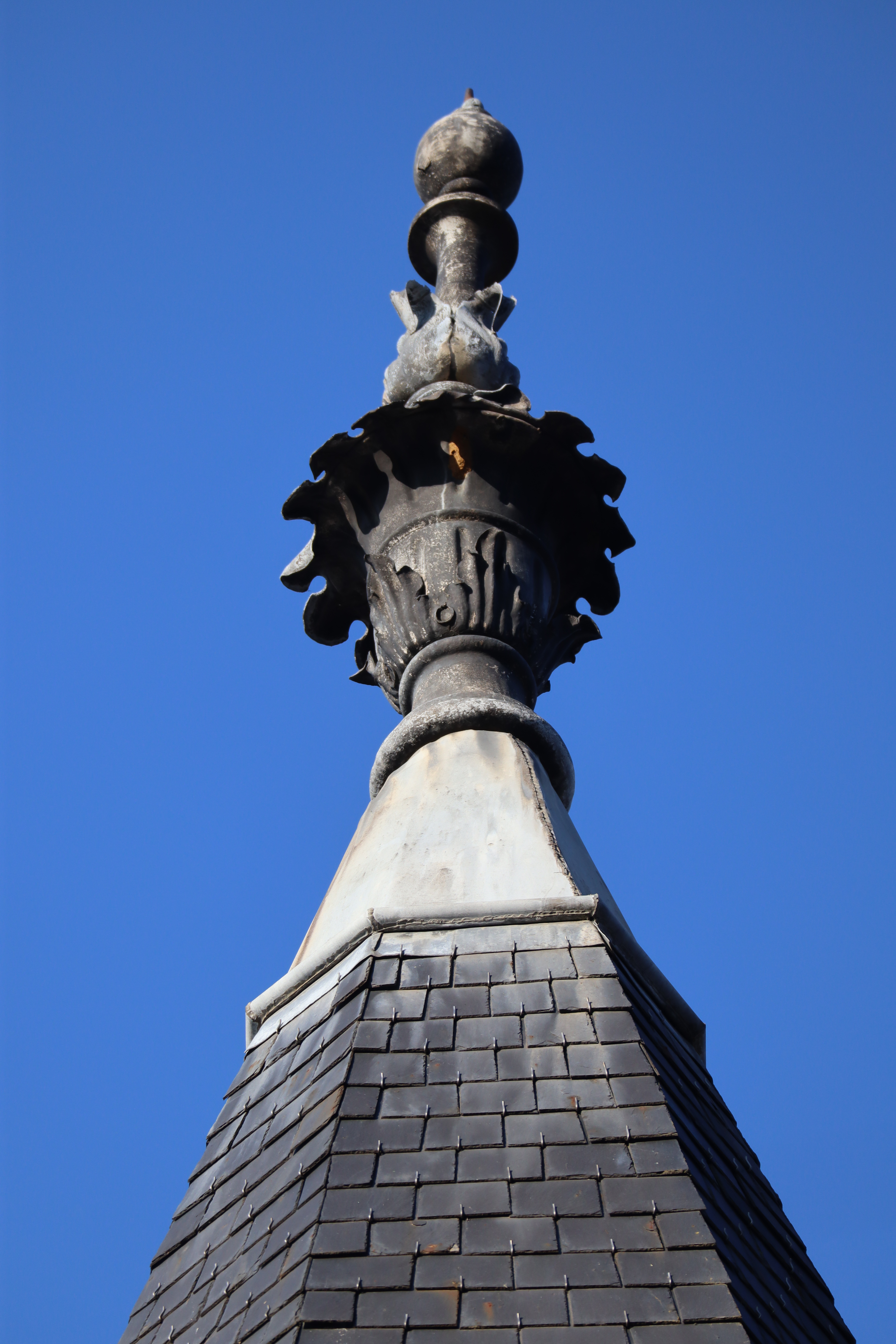
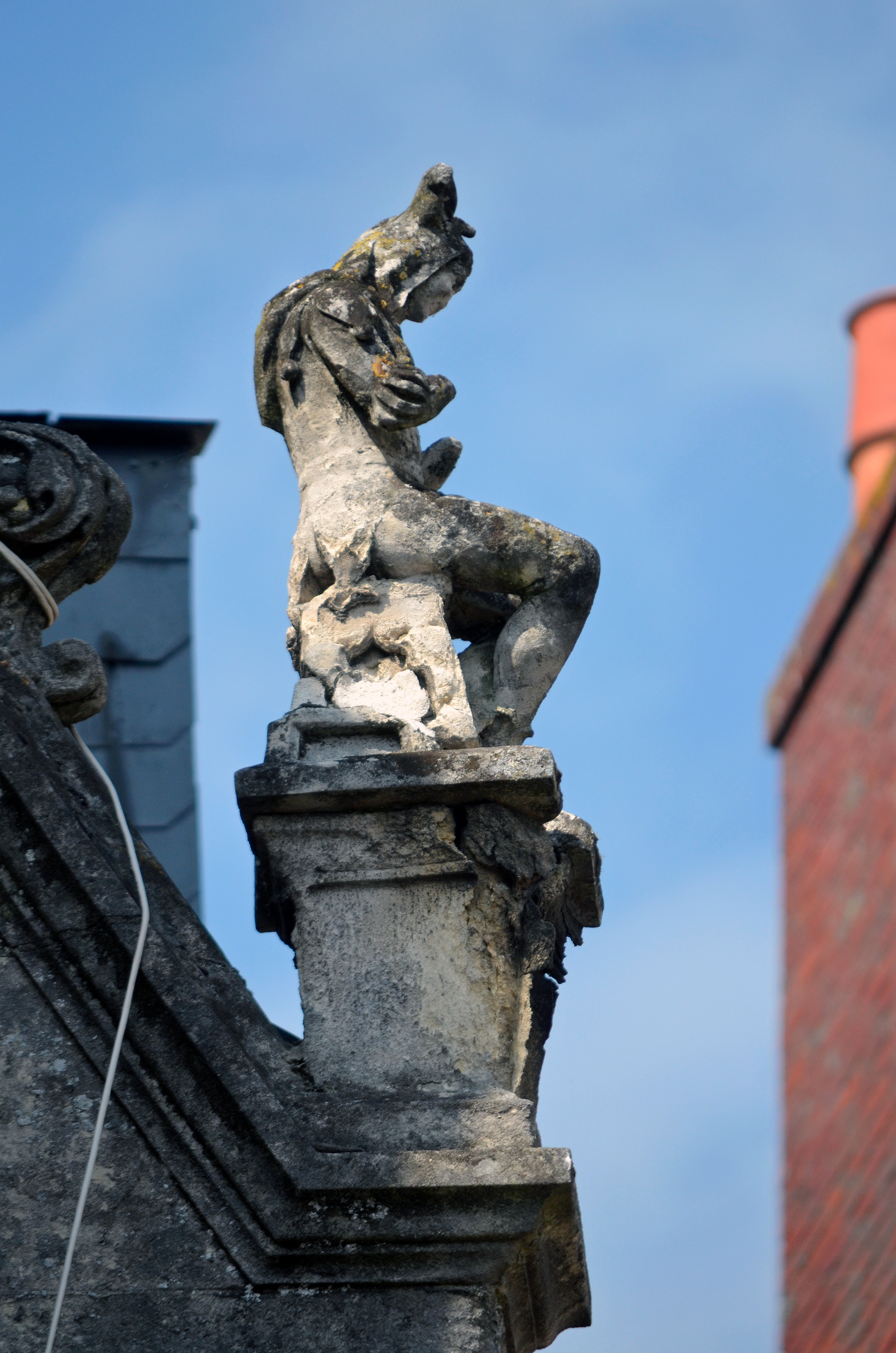
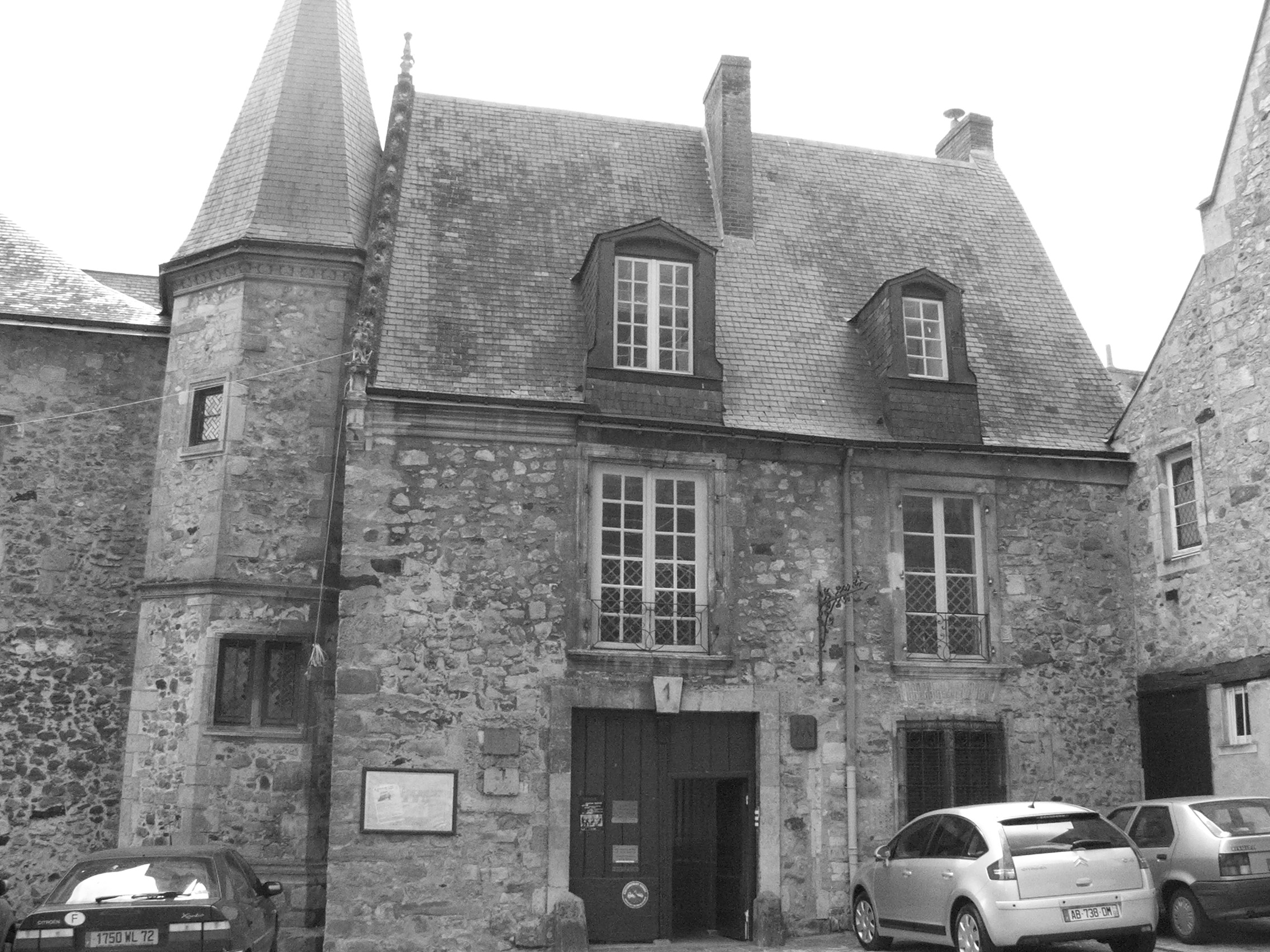

Elle fut la maison de l'écrivain Paul Scarron et fut construite au XIIe siècle et modifiée au XVIe siècle. La maison est inscrite au titre des monuments historiques par arrêté du 6 janvier 1927.